# カヴァーリオ＝スポッチャ
カヴァーリオ＝スポッチャ（伊: Cavaglio-Spoccia）は、イタリア共和国ピエモンテ州ヴェルバーノ・クジオ・オッソラ県に存在した、人口約300人の基礎自治体（コムーネ）。
2019年1月1日にクルソロ＝オラッソおよびファルメンタと合併し、ヴァッレ・カンノビーナの一部となった。

## 地理

### 位置・広がり
| 独立したコムーネ時代に隣接していたコムーネは以下の通り。括弧内のCH-VSはスイスティチーノ州所属を示す。 - Brissago (CH-TI) - カンノービオ - Centovalli (CH-TI) - クルソロ＝オラッソ - ファルメンタ - グッロ |